# Christopher Blount
Christopher Blount, född omkring 1555 i Kidderminster, Worcestershire, död den 18 mars 1601 i London, var en engelsk krigare. Han var avlägsen släkting till Charles Blount, 1:e earl av Devon. 
Blount var förtrogen vän med Essex samt genom sitt giftermål med Lettice Knollys dennes styvfar. Han var hans följeslagare på expeditionen till Cádiz 1596 och till Azorerna 1597. Blount följde honom även till Irland och tycks jämte lord Southampton ha varit hans främste rådgivare under detta fälttåg och vid komplotten mot drottningen. Också blev han invecklad i Essex rättegång, dömdes till döden och avrättades.